# Armeiro
Armeiro é o profissional que repara, modifica, projeta e fabrica armas. Faz reparos de qualidade industrial, renovação (como a aplicação de acabamentos metálicos) e, faz modificações e adaptações para usos especiais. Também pode aplicar elementos decorativos como gravuras e esculturas como forma de acabamento.
O termo "armeiro" aplica-se também ao profissional dedicado a fabricação de armas brancas como bestas, punhais, arcos, espadas, etc. Mas, normalmente, o termo é usado para descrever especificamente aquele que trabalha com armas de fogo, como um militar que tem a função de guardar, distribuir e receber as armas do efetivo de uma tropa, batalhão ou quartel.

## História

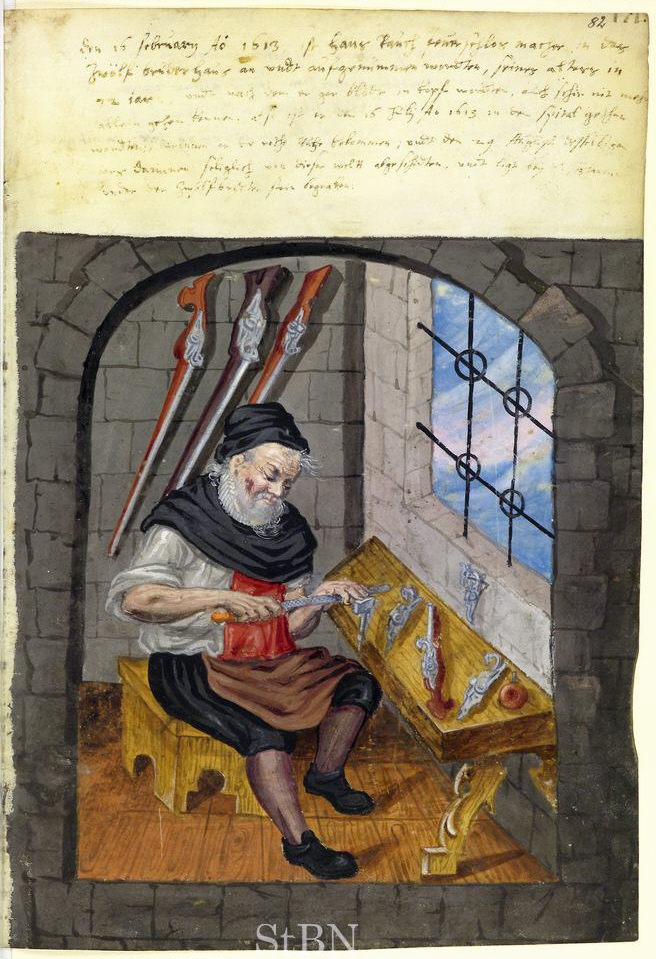
Um armeiro no trabalho, 1613.

Ao longo da história a profissão vem desenvolvendo-se com a evolução do armamento empregado na guerra. Engenheiros militares assírios, inventores macedônios de armas e construtores romanos de fortes eram algumas dessas pessoas em suas épocas. A tecnologia altera a visão sobre a guerra desde o início.
Em todos as unidades do exército espanhol havia um armeiro contratado com a função de montar e organizar o armamento. A função foi criada pelo rei Felipe V em 1702 e adicionada ao corpo militar recebendo salário, alojamento, rações, etc.
Pólvora, estribo, armadura de cota de malha, besta, arco longo, canhão, artilharia, explosivos, armas de fogo portáteis para os soldados, minas terrestres, bombas voadoras, as kalashnikovs, armas químicas, e as armas militares atuais são algumas das invenções que tem estimulado o desenvolvimento desta profissão ao longo da história.
Na Idade Média, os armeiros dedicavam-se a forjar armas, armaduras, arcos, etc. Mais tarde exerciam a função de químicos, fazendo misturas de pólvora com conhaque, melhorando o desempenho das armas existentes, tornando-as menores, mais ligeiras e manejáveis.
Por muitos séculos, a profissão permaneceu neste nível mas, com a chegada das guerras mundiais e, com o advento das armas químicas e nucleares, cientistas transformaram-se em especialistas em armamentos.
Atualmente, o ofício de armeiro lida com reparação, limpeza e comecialização de armas e munição em lojas especializadas, chamadas armarias, a maioria dedicada à caça. Existem por todo o mundo artesãos dedicados a confecção de espadas, armaduras e outros itens destinados ao mercado de colecionadores de armas.

## Visão geral
Armeiros são empregados em:
- Fábricas de armas.
- Arsenais de forças militares e policiais.
- Lojas de artigos esportivos.
- Oficinas como autônomo ou contratado.

Para exercer o ofício com eficiência, o armeiro deve reunir conhecimentos de ferreiro, marceneiro e artesão; ter conhecimentos de matemática, balística, química e engenharia de materiais; conhecimento sobre o uso de ferramentas (manuais e elétricas de potência) e, ser capaz de trabalhar com acuidade e precisão. Armeiros autônomos, proprietários de pequenas armarias, devem possuir conhecimentos para administração de pequenas empresas; habilidade de atendimento ao público; manter-se a par e cumprir legislações (locais, estaduais e federais).
A gama de especialidades dentro da profissão é ampla. E, muitos armeiros especializam-se em apenas algumas áreas. Por exemplo: alguns trabalham somente com pistolas ou espingardas, ou marcas e modelos específicos.

## Responsabilidades
A responsabilidade técnica primária do armeiro é garantir que as armas funcionem de forma segura.
Em primeiro lugar, fazem isto obsevando todos os procedimentos de segurança para o manuseio de armas de fogo: tanto em suas próprias ações quanto nas ações de clientes e pessoas ao redor.
Em segundo lugar, inspecionando as armas de forma a garantir seu funcionamento mecânico correto e seguro. Armeiros usam seu profundo conhecimento para conduzir as inspeções ou, fazendo reparos; ou alertando clientes sobre condições inseguras e, tomando medidas para evitar falhas que podem ter resultados em trágicos.
Falhas em armas que podem representar risco para seus usuários e pessoas próximas:
- Montagem incorreta.
- Falta de peças.
- Rachaduras, especialmente, em peças como câmaras, ferrolhos e coronhas.
- Obstruções ou amassados em canos.
- Espaço insuficiente incorreto na câmara ou tambor para a munição.
- Tempo incorreto de ejeção do cartucho, em armas automáticas e semiautomáticas.
- Falha nos dispositivos de segurança, deixando a arma liberada para disparo em momento inadequado.
- Desgaste do mecanismo de disparo (gatilho, etc.) o que pode ocasionar disparo acidental quando a trava de segurança é liberada.
- Deformação da agulha o que pode causar a ruptura do cartucho.

Esta lista é parcial. Muitas falhas dependem do modelo de arma.

## Tarefas comuns
Listadas aproximadamente, mas não exatamente em ordem crescente de dificuldade.
- Desmontar, limpar, inspecionar, lubrificar e remontar.
- Remoção de corrosão e retoque de acabamento.
- Reparação de peças com rebarbas ou danificadas com lixadeiras.
- Substituição de peças defeituosas peças padronizadas, trabalhando manualmente quando necessário.
- Fazer personalizações:
  - Suportes para bandoleira.
  - Soleiras.
  - Massas de mira.
  - Mira telescópica.
  - Capas de aderência (grip cap's).
  - Soleiras/coronhas metálicas.
- Reparação e re-acabamento em coronhas de madeira.
- Verificação de áreas de aderência.
- Aprofundar ou limpar gravuras e marcações gastas ou danificadas.
- Reabrir bocas de canos (muzzle's) danificados em tornos.
- Reparar de canos amassados de espingardas.
- Instalar (soldar) ou reparar canos de espingarda, ou reparar conjuntos de cano duplo.
- Corrigir medidas para munições em câmaras ou tambores
- Verificar se existe erosão excessiva
- Solucionar problemas de alimentação, ejeção e queima.
- Testes com cargas convencionais para garantir o funcionamento adequado.
- Fabricar coronhas de madeira ergonomicamente adaptadas para o cliente. O mesmo para receptores e canos.
- Preencher os espaços entre os componentes de metal e madeira com material à base de epóxi, num processo ("glass bedding") que eleva a precisão da arma.
- Remover acabamento em metal existente, e reinstalar partes de metal.
- Fabricar peças de reposição de coronhas metálicas.
- Alterar a sensibilidade do gatilho por meio de cuidosos ajustes no mecanismo.
- Realizar provas de resistência para garantir o correto funcionamento em regimes de excesso de carga.
- Substituição de canos desgastados, que atiraram tantas rodadas que não são mais do calibre especificado (o que leva à perda de precisão).
- Mudança do calibre ou cartucho, com modificações no cano e no receptor.
- Refazer o estriamento do cano para alterar o calibre.
- Projeto completo e fabricação de espingardas e fuzis com canos e reptores apropriados; fabricação ou aquisição de peças adicionais adequadas. O mesmo para a fabricação de coronhas personalizadas.
- Projetos para a fabricação completa de fuzis começando com peças de aço não usinadas e madeira; usando apenas torno, serras, formões e grosas

Abaixo, vista explodida de duas armas (pistola Safari Arms Matchmaster e carabina M4A1).
| " " | " " |

## Especializações
Enquanto alguns armeiros são generalistas no ramo, alguns especializam-se em itens como:

### Projeto, fabricação e personalização
Produz armas por encomenda do cliente, a partir de matérias-primas brutas e/ou peças de padronizadas. É requisitado por atiradores profissionais para criar e personalizar armas de alta precisão. Provavelmente este seja o mais habilidoso dos armeiros, pois necessita ter experiência, não apenas nas outras áreas da profissão, mas também em usinagem, a fim de fabricar os componentes individuais e molas antes de realizar a montagem.

### Acabamento
Aplica vários processos químicos (oxidação negra, fosfatização e outros) nas partes metálicas para desenvolver camadas superficiais que previnam a corrosão do aço. Cementação por cianureto é um processo termoquímico que resulta num mosqueado de diferentes cores de têmpera na superfície do aço, que é muito apreciado por sua aparência. Raramente empregado no cano, o seu uso normalmente é restrito ao receptor (eng. receiver, o "corpo" da arma que acomoda o mecanismo). Embora proporcione resistência à corrosão, as camadas superficiais coloridas estão sujeitas a desgaste. Freqüentemente, anuncia-se que armas de fogo antigas à venda continuam com acabamento e coloração original de fábrica.

### Coronhas e partes de madeira

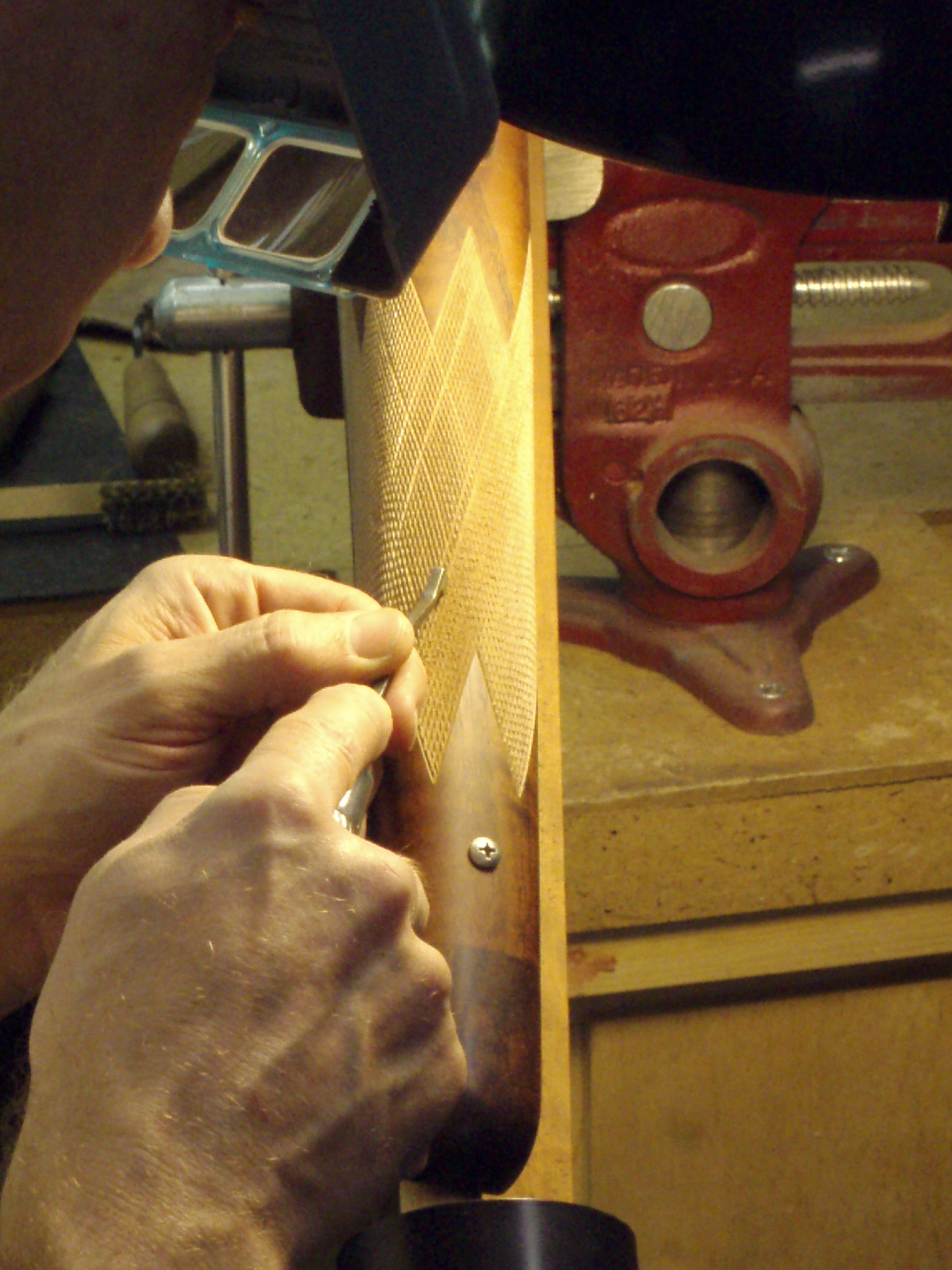
Armeiro fazendo trabalho de entalhe numa coronha.

Esculpir coronhas e outras peças em madeira (nogueira, bétula, bordo, macieira e outros, também vistos com freqüência). Adapta-las para encaixe nas partes metálicas da arma, bem como às dimensões do corpo do cliente. Estas tarefas são executadas usando serras, formões, cinzéis e grosas. As superfícies, então, recebem acabamento por lixamento, raspagem, coloração, polimento, lacagem, pintura a óleo, etc. 

### Entalhador
Esta especialização é freqüentemente relacionada com a do fabricante de coronhas. Utiliza ferramentas para criar entalhes na madeira, geralmente em forma de losango. As ferramentas de entalhe são pequenas serras, destinadas a criar ranhuras em forma de "V" (de aproximadamente 60 a 90 graus) na superfície de madeira da coronha. Ferramentas específicas compostas por duas lâminas em paralelo são usadas para definir o espaçamento (entre 16 a 24 linhas por polegada). A área a ser entalhada é coberta por um conjunto sulcos paralelos. Um segundo conjunto de sulcos é então feito em todo o primeiro conjunto, num ângulo de aproximadamente 30 graus, deixando a área coberta com pequenos "diamantes". As bordas da área quadriculada podem ser ornamentadas com esculturas em baixo-relevo, variações da flor-de-lis são comuns.

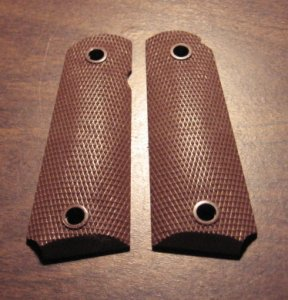
Placas de empunhadura em material plástico, com entalhes em forma de "diamante"...
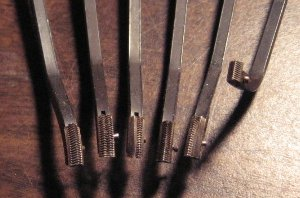
.. e as ferramentas para fazer entalhes em peças de madeira.

### Gravação em metal
Utiliza ferramentas manuais, do tipo punção ou prensas, semelhantes àquelas usadas em cunhagem, para fazer desenhos nas superfícies metálicas da arma, principalmente o receptor. Sistemas de gravação pneumática, podem ser empregados para substituir ou complementar gravações manuais. Outros metais (especialmente ouro e prata) podem ser embutidos e gravados para melhorar a estética. Muitas vezes os desenhos são complexos e bem elaborados, exibindio grande variedade: folhas de acanto, videiras ou imagens puramente abstratas. As imagens são geralmente de animais, aves e cães de caça. Antes do desenvolvimento de tratamentos de superfície resistentes à corrosão para o aço, superfícies de armas eram gravados para reter mais óleo para evitar ferrugem. No uso moderno, as armas são gravados por razões puramente artísticas. Gravações ricamente trabalhadas podem elevar significativamente o valor de armas de fogo de qualidade.

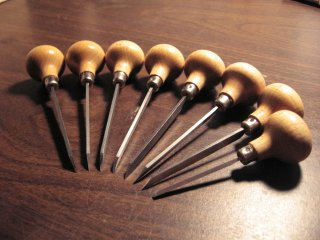
Cinzéis do tipo buril para trabalhar peças metálicas.
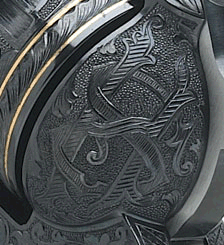
Um Revolver Colt Single Action Army e...
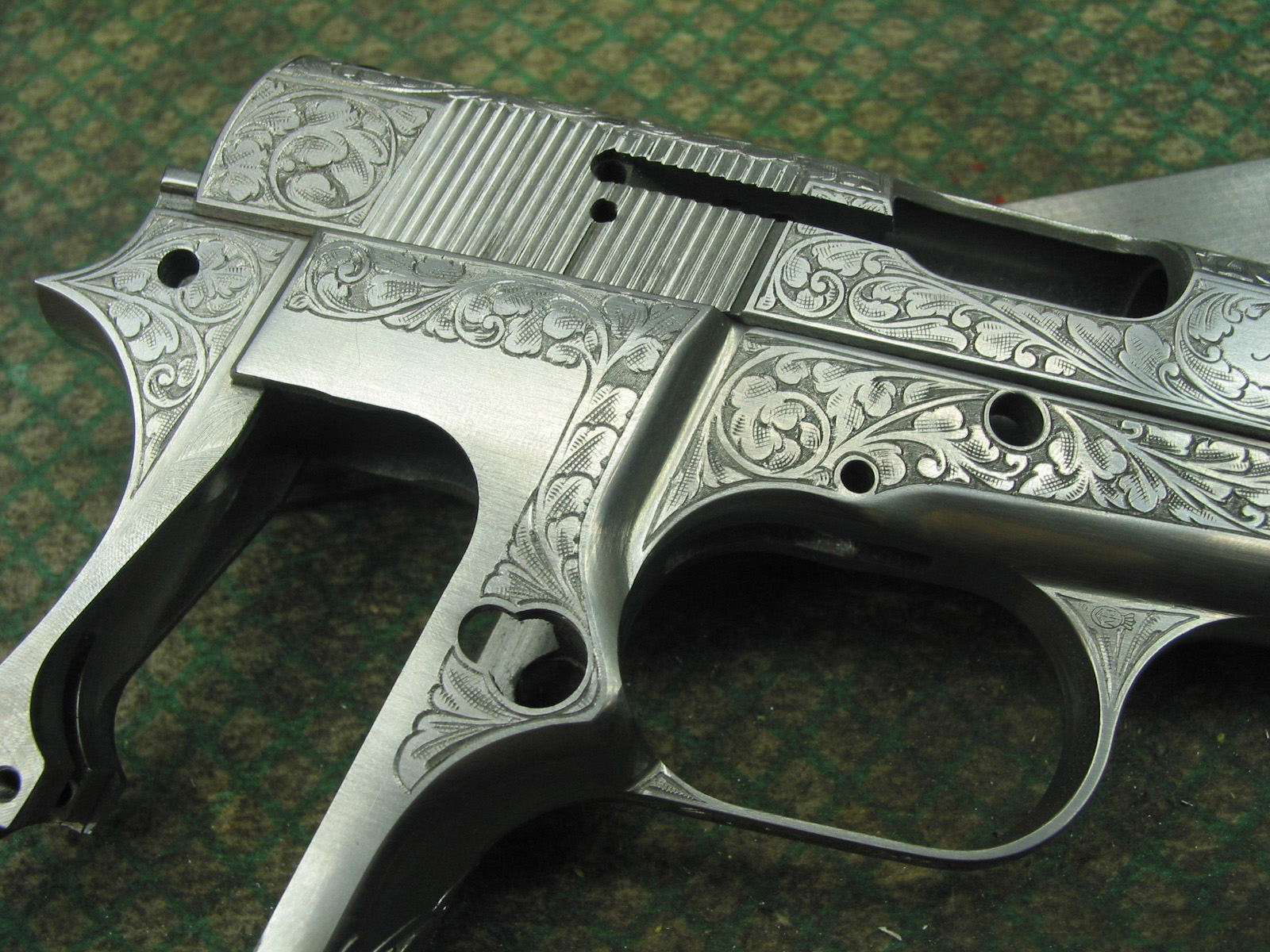
... o receptor de uma pistola Browning Hi-Power ricamente trabalhados.

### Pistolas e revólveres
Armeiros especializam-se na fabricação de pistolas e revólveres. Devem ser proficientes numa variedade de habilidades, tais como marcenaria, entalhe, usinagem, acabamento de madeiras e metais. Devem ter um conhecimento geral das armas com as quais trabalha. Muitas vezes, é requisitado para a personalização de armas e, pode dar uma aparência muito melhor para uma arma de fogo mal acabada.

### Nichos específicos
Alguns armeiros usam toda sua experiência e habilidades em produção de pequena escala, especializando-se na fabricação de apenas alguns tipos de peças de armas, para a venda a outros armeiros e fabricantes de armas. Algumas das categorias de peças mais importantes são:
- Canos.
- Conjuntos de gatilhos
- Receptores.
- Pederneiras

Propaganda de armeiros habilidosos normalmente se faz de boca em boca, com base na qualidade do seu trabalho. Os melhores e mais talentosos armeiros conseguem preços mais elevados para os seus serviços, e podem ter listas de espera reservados com vários anos de antecedência.

## Formação
Em geral, armeiros desenvolvem e ampliam suas habilidades através de anos de experiência. Algumas formas comuns para iniciar-se na profissão são:
- Empregando-se como aprendiz: de forma a aprender diretamente com armeiros em atividade.
- Treinamento militar.
- Conhecimentos básicos de torneamento, são importantes para os aspirantes armeiros. Estes podem incluir operação ferramentas manuais ou eletro-mecânicas, para torneamento, perfuração, polimento, etc.
- Através de instituições comunitárias de ensino superior e ensino a distância [4] e forças armadas:[5][6] comuns nos Estados Unidos. Naquele país, a Associação Nacional de Rifles, oferece cursos de curta duração em muitas tarefas e competências dos armeiros profissionais.[7]
- No Brasil, o armeiro é oficialmente denominado "mecânico de armas".[8] No país, existem cursos preparatórios profissionalizantes presenciais ou a distância e, o SINARM (Sistema Nacional de Armas) cadastra e concede licenças para o exercício a profissão.[9]

## Armeiros notáveis
- Hugo Borchardt (1844 – 1924), engenheiro e inventor de armas alemão, conhecido pela pistola Borchardt C-93 e pela espingarda Sharps-Borchardt Modelo 1878.
- Família Browning
  - Jonathan Browning (1805 – 1879), pioneiro americano e inventor, pai de John Moses Browning.
  - John Browning (1855 – 1926), inventor de armas e projetista da pistola Colt M1911, pai de Val Browning.
  - Val A. Browning (1895 – 1994), inventor de armas de fogo.
- John Garand (1888 – 1974), projetista canadense-americano de armas, conhecido pela criação do fuzil M1 Garand.
- Jacob e Samuel Hawken (1786-1849, 1792-1884), armeiros americanos, famosos por projetarem o "plains rifle" mais tarde renomeado Hawken.
- Alexander Henry (1818-1894), armeiro escocês conhecido por ajudar a desenvolver o fuzil Martini-Henry.
- Benjamin Tyler Henry (1821 - 1898), armeiro americano, inventor do fuzil Henry e da primeira alavanca confiável para armas de repetição.
- Kunitomo Ikkansai (1778 – 1840), fabricante de armas japonês.
- Ole Herman Johannes Krag (1837 - 1916), militar norueguês e projetista, conhecido por participar da criação do fuzil Krag-Jørgensen.
- Erik Jørgensen (1848 – 1896), mestre armeiro norueguês, conhecido por participar da criação do fuzil Krag-Jørgensen.
- Mikhail Kalashnikov (1919 – 2013), projetista soviético, notório pela criação das linhas de fuzis e submetralhadoras AK-47 e AK-74.
- Václav Haman (1986), atirador esportivo tcheco e armeiro profissional.
- Jean Alexandre LeMat (1824–1883), armeiro francês, conhecido pelo revólver de espoleta que recebeu seu nome (revólver LeMat).
- Georg Luger (1849 - 1923), designer austro-húngaro da pistola Luger P08 e do cartucho 9 x 19 mm Parabellum.
- Família Mauser
  - Paul Mauser (1838 – 1914), projetista e fabricante de armas alemão.
  - Wilhelm Mauser (1834 - 1882), designer e fabricante de armas alemão.
- Hiram Maxim (1840 - 1916), americano naturalizado britânico, inventor da metralhadora Maxim.
- Bob Munden (1942 – 2012), armeiro e atirador de exibição.
- William B. Ruger (1916 - 2002), armeiro americano e um dos funadores da Sturm, Ruger & Co, Inc.
- Dieudonné Saive (1889–1973), projetista de armas leves belga criador do FN Modelo 1949 e FN FAL.
- Eugene Stoner (1922 — 1997), designer de armas americano, lembrado pelo AR-15, cujo desenho foi depois aproveitado no M16.
- Patrick Sweeney, armeiro e autor americano, e editor da revista Guns & Ammo.
- Fedor Tokarev (1871 – 1968), designer soviético, conhecido por desenvolver pistolas e fuzis semiautomátcos (ver: Tokarev TT).
- Philip Luty (? - 2001), ativista britânico, defensor do direito dos cidadãos a posse de armas, para auto-defesa. Disponibilizou projetos de armas de fogo na internet.

## Imagens

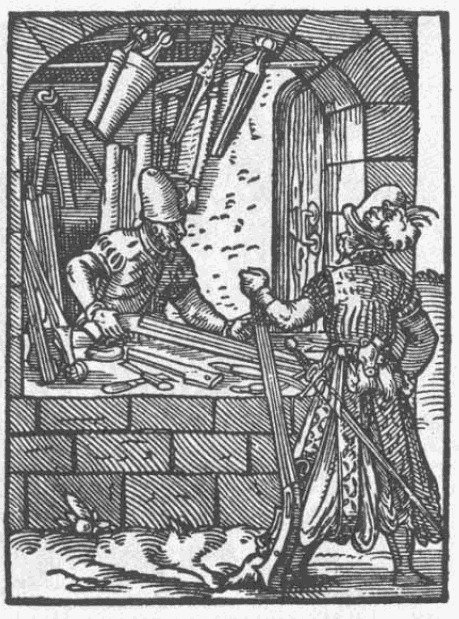
Gravuras de uma obra de 1568 de...
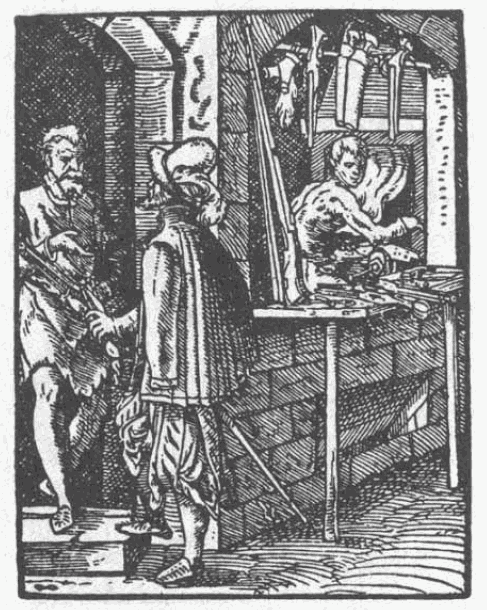
...Jost Amman e Hans Sachs.
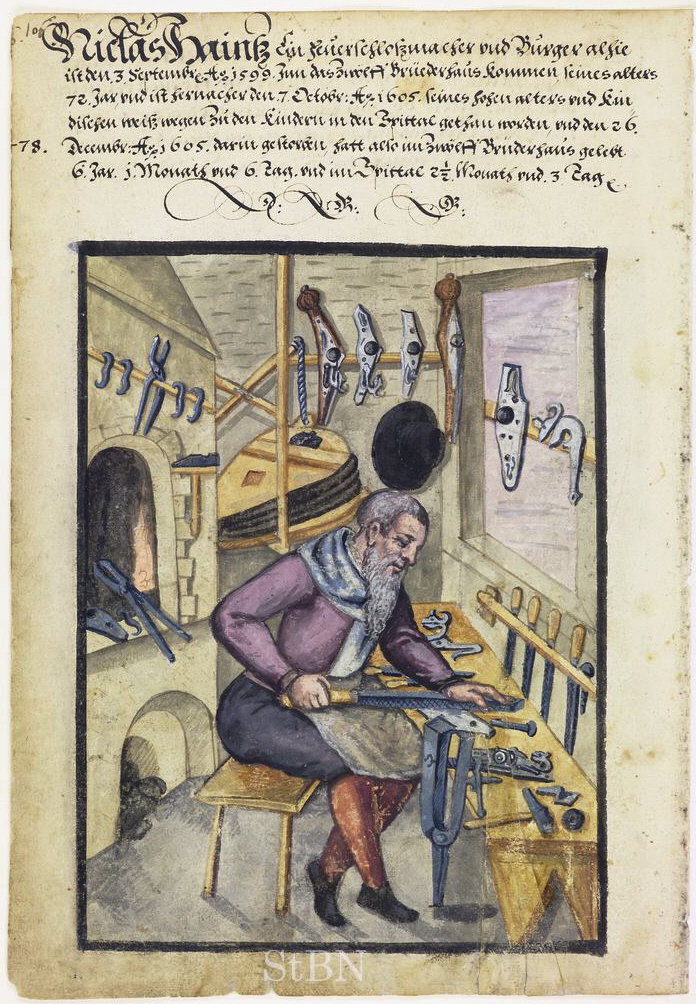
Ilustração do livro Hausbuch der Mendelschen Zwölfbrüderstiftung (1605).
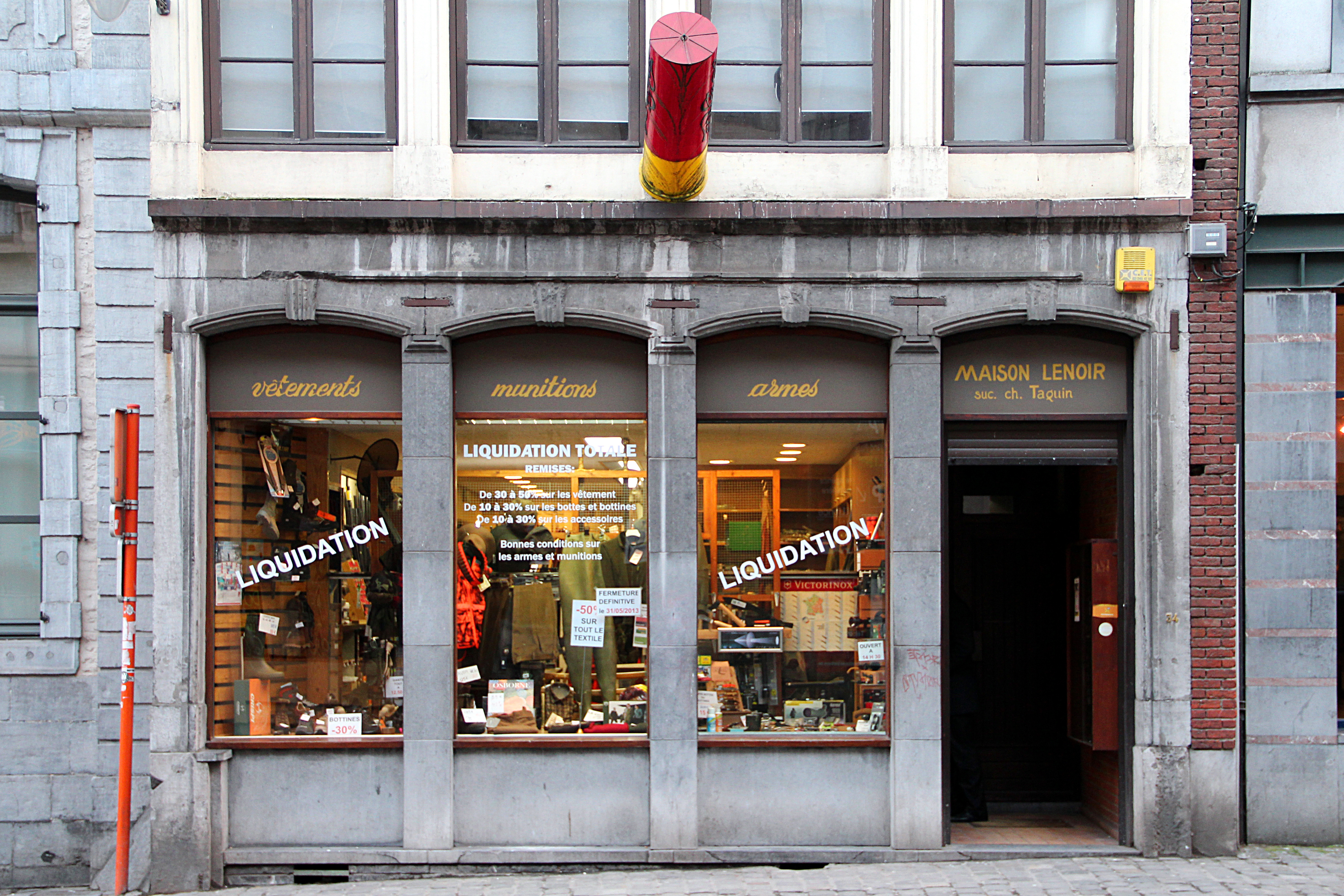
Loja de armas em Mons, na Bélgica.
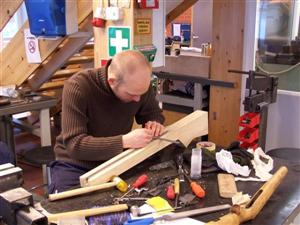
Moderna oficina de armeiro.

## Regulamentação
Em muitos países, a posse de armas de fogo por civis é altamente restrita ou totalmente ilegal (ver: Legislação sobre armas de fogo). A função de armeiro é, portanto, normalmente restrita, licenciada ou regulada. Em algumas circunstâncias, as únicas reparações legais armas de fogo são feitas por indivíduos treinados e empregados pelas forças armadas ou polícia. Estes indivíduos são conhecidos como "armorer's". Mas, geralmente, seu nível de habilidade é geralmente muito inferior ao do armeiro artesanal. Sempre que deve projetar, fabricar ou fazer reparos, o armorer normalmente só usa peças padronizadas intercambiáveis que pertencem a um único tipo, série ou família de armas de fogo. Normalmente dispõe um grande estoque de peças padronizadas que são conhecidas por desgatar e provocar falhas nas armas em que serão instaladas, e são simplesmente treinados para substituir componentes para restabelecer o funcionamento satisfatório.
Em países onde é permitida a posse limitada ou restrita aos indivíduos capazes de arcar com os custos de aquisição, as armas de fogo tendem a ser em menor número e possuem níveis de artesanato e decoração que se aproximam de um obra de arte, em vez de simplesmente um dispositivo para disparo de projéteis. Em países como Alemanha e Grã-Bretanha o armeiro está preocupado com o trabalho artesanal e a fabricação de armas de fogo completamente sob medida atendendo as necessidades do cliente.

### Alemanha
Na Alemanha a caça é uma atividade tradicional, mas existem entraves que limitam esta prática. A posse de armas de fogo é altamente regulada pela polícia nacional e, a maioria dos caçadores possuem apenas uma arma longa e talvez uma única pistola. Um dos desenvolvimentos de armas de fogo mais originais da Alemanha é o Normaldrilling (arma combinada), uma arma com vários canos que podem incorporar uma espingarda de cano duplo na parte superior superior, com um cano de alta potência de um único tiro abaixo. Estes geralmente têm mecanismos de culatra altamente sofisticados, encaixe preciso, e são gravadas à mão por artesãos especializados. As coronhas são geralmente personalizadas e madeira alto valor e ricamente decoradas.

### Brasil
No Brasil, ofício de armeiro é definido, oficialmente, como "mecânico de armas". Durante as discussãos para o referendo de 2005, os armeiros do país manifestaram temor pela extinção da profissão. Segundo alguns, a profissão também sofre preconceito. Exercer a atividade sem permissão legal é crime punido com multa e prisão.

### Estados Unidos
No Estados Unidos, o ATF (Bureau of Alcohol, Tobacco, Firearms and Explosives) é o principal órgão de fiscalização das empresas do ramo de armas de fogo, com exceção daquelas fabricadas antes de 1 de Janeiro de 1899 ou, carregadas pela boca (como mosquetes). O ATF é responsável pelo licenciamento de todos os comerciantes de armas e armeiros dos EUA. A emissão da FFL (Federal Firearms License) envolve uma investigação completa e uma inspeção das instalações das oficinas de armeiros por agentes da ATF. O ATF exige que todos os armeiros façam gravações em todos os reparos, anotando o número de série, tipo de arma de fogo, calibres e informações completas sobre o proprietário, com uma forma aceita de documento de identidade para ser apresentado e registrado. Armeiros são obrigados a manter esses registros permanentemente e inalterados.
O ATF inspeciona as oficinas de todos os armeiros licenciados com visitas de surpresa em intervalos periódicos. Ao ATF é concedido o poder por parte do governo dos Estados Unidos para iniciar processos na justiça federal dos EUA contra armeiros que, deliberadamente, omitam ou violem estas disposições. As punições podem variar da perda do FFL (e, portanto, o privilégio de se envolver em qualquer negócio armas de fogo), a multas e, em casos graves, como conspiração para fornecer a elemento criminoso armamento pelo mercado negro, a pena de prisão em cadeia federal.
Mesmo os armeiros que não possuem equipamentos sofisticados em suas oficinas devem conhecer as leis. Oficinas não licenciadas (sem FFL) que fabricam receptores são consideradas ilegais. Outras partes comuns, tais como empunhaduras, canos, gatilhos, miras, carregadores, molas de recuo e coronhas podem ser fabricados livremente, mas todo o trabalho de desenvolvimento de receptores requer licenciamento.
Geralmente, os armeiros não podem realizar o reparo de uma arma de fogo que eles acreditem ser ilegal, de posse de pessoa não autorizada a possuir arma de fogo (criminosos condenados, por exemplo) ou, que viole as leis, onde o proprietário reside. A posse de armas de fogo em os EUA é regida por leis locais. Essas leis e regulamentos variam muito de acordo com estado, município, cidade, e, potencialmente, em todas as linhas de jurisdição.
Além disso, modificações em armas de fogo realizadas por armeiros são restritas. O ATF especifica quais as modificações em armas de fogo são permitidas ou proibidas.
Essas leis também podem variar de acordo com:
- Tipo de arma de fogo (revólver, arma longa, fuzil, espingarda, cartucho ou percussão? moderna, antiga/réplica de arma antiga?)
- Modelo de arma de fogo (semiautomática? totalmente automática? calibre?)
- Modificação pretendida (comprimento mínimo do cano? tamanho do carregador? totalmente automática? conversão de percussão para cartucho?)
- Cliente ou beneficiário (proprietário? criminoso? verificação de antecedentes legais?)
- Quantidade de armas de fogo (quantos por semana? por mês?)

### Itália
A Itália tem uma rica tradição na fabricação de armas de fogo que remonta várias centenas de anos com a produção de mechas, pederneiras, e fuzis e pistolas de percussão. A comuna de Gardone Val Trompia na província de Bréscia é, históricamente, um centro de armeiros fabricantes de armas de fogo. A posse de armas é fortemente regulada pelo governo mas, a propriedade privada de vários tipos e quantidades de armas de fogo é permitida.

### Japão
No Japão, durante o Período Edo, a partir do século XVII, o governo impôs controles muito restritivos sobre o pequeno número de armeiros no país, garantindo assim a proibição quase total das armas de fogo. No período pós-guerra, ocorreu uma regulação de armas que é rigorosa em princípio. Licenciamento é necessário e é fortemente regulado pela Agência Nacional de Polícia do Japão. A lei de armas começa por afirmar que "Ninguém deve possuir uma arma de fogo ou armas de fogo ou uma espada ou espadas", e muito poucas exceções são permitidas.

### Portugal
A lei portuguesa define o armeiro como: "qualquer pessoa singular ou colectiva cuja actividade profissional consista, total ou parcialmente, no fabrico, compra e venda ou reparação de armas de fogo e suas munições. A lei Nº5 de 23 de Fevereiro de 2006, regulamenta a profissão.
Em 2011, ocorreu um aumento de 11% nos pedidos para aquisição de armas de fogo em Portugal. Paralelamente, também houve aumento do número de lojas de armas e armeiros. A associação dos armeiros de Portugal passou a manifestar preocupação com as atividades de armeiros não licenciados  e sua possível participação em atividades criminosas.

### Reino Unido
A Inglaterra faz algumas das armas de fogo artesanais mais caras do mundo, apesar de a propriedade ser altamente restrita. Mas, como os clientes dos armeiros geralmente são capazes de arcar com os custos de propriedade e os rigorosos requisitos de posse e armazenamento, o preço é questão apenas secundária. A decoração destas armas, tipicamente espingardas de cano duplo, são ricamente trabalhadas e fazem jus ao seu valor. Vários outros países europeus seguem esse padrão, como a Itália, onde a arte do armeiro também atingiu um alto nível de sofisticação. Estes artesãos podem se especializar como no caso dos gravadores e entalhadores. Geralmente, esses artesãos-artistas servem como aprendizes por longos períodos com mestres-armeiros. Também podem ser membros de guildas (corporações de ofício) que estabelecem programas de aprendizagem (muitas vezes patrocinadas pelos governos desses países, como armas de fogo altamente trabalhadas são itens importantes no comércio de exportação), supervisionam a formação, e realizam exames onde os armeiros iniciantes enviam armas de fogo como amostras de seu próprio trabalho, a fim de serem admitidos nas corporações. Muitos desses artesãos só podem ser considerado como "fabricantes de armas" em vez de armeiros, e fazem reparos apenas em armas de fogo de alta categoria. Muitos são capazes de obter renda substancial. Muitas mulheres também participam destas firmas, executando primorosos trabalhos de gravura e decoração.